# Kommendantstaben i Stockholm

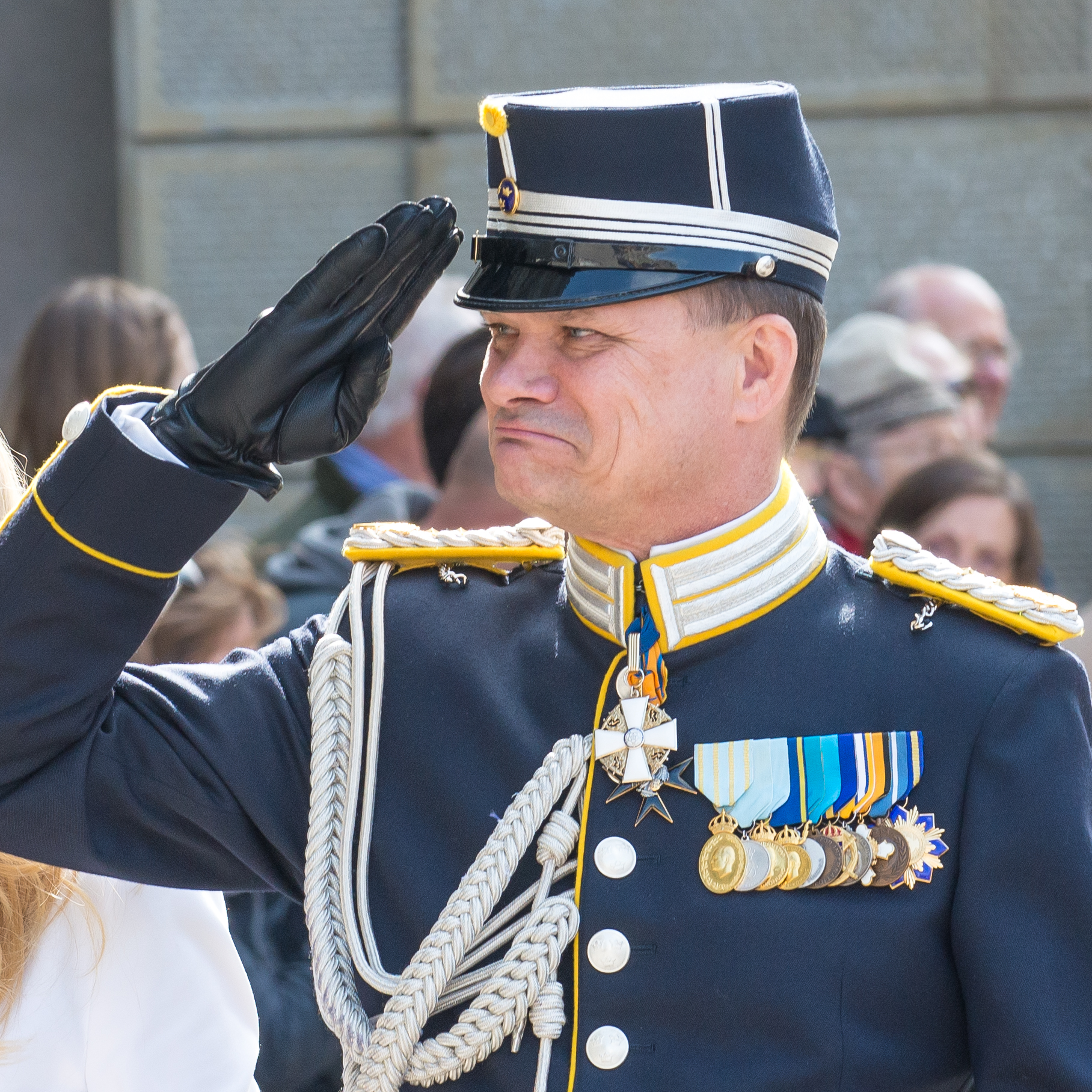
Chefen för Kommendantstaben, överstelöjtnant Richard Beck-Friis Häll, på yttre borggården på Stockholms slott i samband vid firandet av Carl XVI Gustafs 70-årsdag.

Kommendantstaben i Stockholm, oftast bara Kommendantstaben, är en militär stab som har till uppgift att samordna den statsceremoniella verksamheten i Sverige. Staben sköter i detta hänseende kontakterna mellan Kungliga Hovstaterna, Regeringskansliet och Försvarsmakten. Kommendantstaben var tidigare en del av Livgardet men lyder sedan den 1 januari 2020 under Mellersta militärregionen.
Chef för Kommendantstaben är överstelöjtnant Richard Beck-Friis Häll. Han förbereder och genomför årliga återkommande arrangemangen som statsbesök, nationaldagen och riksmötets öppnande. Till det kommer kungliga begravningar, dop och bröllop.